# Mary Morris Knibb
Pour les articles homonymes, voir Knibb.
Mary Morris Knibb, née le 28 février 1886 et morte le 21 septembre 1964, est une enseignante, réformatrice sociale et philanthrope jamaïcaine. 
On lui doit la fondation d'une école, l'école préparatoire Morris Knibb, le don d'un bâtiment qui fut utilisé comme siège de l'église morave de Jamaïque, et la construction d'un centre communautaire sur un de ses terrains. 
Mary Morris Knibb fut une militante des droits des femmes et la première conseillère municipale élue en Jamaïque. 

## Jeunesse
Mary Lenora Morris dite "Nora" est née le 28 février 1886 à Carmel, paroisse de Westmoreland, Jamaïque. En 1893, Mary Lenora Morris commença à enseigner comme auxiliaire à la Moravian Day School. Dans les Caraïbes, jusque dans les années 1950, les élèves les plus prometteurs du primaire commençaient à travailler comme enseignants auxiliaires pour compenser le coût de leur formation continue. Dans certains cas, ils pouvaient devenir professeurs à part entière après avoir réussi un examen et dans d'autres cas, ils pouvaient être envoyés après la période contractuelle dans des écoles normales pour une formation complémentaire. Mary Lenora Morris suivit ce dernier chemin et fréquenta le Shortwood Teacher's College : elle y devint l'une des fondatrices de la Alumni Student's Association.  

## Carrière
Entre 1907 et 1917, Mary Lenora Morris enseigna à la St. George Girl's School puis à la Central Branch Schoolis pendant près de deux ans. Elle devint ensuite la directrice de l'école Wesley, où elle resta jusqu'en 1928.  

### L'écoleMorris-Knibb Preparatory School
En 1931, elle ouvrit sa propre école, la Mary Morris-Knibb Preparatory School à Kingston, au 3 rue Hector, paroisse Saint-Andrew. En effet, elle se servit d'un bâtiment dont elle avait hérité quelques mois auparavant au décès de son époux Frances Morris,,,[réf. à confirmer]. S'adressant à la classe moyenne, l'école Mary Morris-Knibb était réputée pour dispenser une excellente éducation couplée à une discipline stricte. Les élèves devaient étudier la géographie, l'histoire, le latin, les mathématiques, la lecture, l'orthographe et l'écriture. Cette école eut ainsi la réputation d'être « une des meilleures écoles préparatoires du pays »,.

### Le Jamaica Women's Liberal Club
En 1936 ou 1937, elle fonda, avec Amy Bailey, Eulalie Domingo (en) et Edith Dalton James (en), le Jamaica Women's Liberal Club (LC). Ce club était principalement composée d'enseignantes et leur objectif était de militer en faveur de l'inclusion des femmes dans la fonction publique, y compris à des postes tels que ceux de membres du conseil scolaire et de la fonction publique. La plupart de ces femmes étaient des femmes noires et de classe moyenne qui voulaient améliorer la position des femmes dans la société, tant sur le plan socio-économique que politique. L'une des protections sociales préconisées par Morris Knibb était le mariage. En partie pour des raisons de moralité, mais en partie parce que les unions de fait ne protégeaient pas complètement les enfants. Elle était même favorable à la tenue de mariages de masse afin de réduire les coûts de cérémonie et d'accroître la participation. Lorsque des femmes noires, comme Morris-Knibb, ont voulu participer à la Child Welfare Association of Jamaica, on leur a dit qu'elles n'étaient pas les bienvenues. Les femmes de la classe supérieure de la Child Welfare Association ont suggéré que les femmes noires mettent en place un auxiliaire pour les femmes de leur "ombre". En réponse, Morris-Knibb se joignit à Amy Bailey, May Farquharson, le Dr Jai Lal Varma, le Dr Pengelley et d'autres pour fonder le Fonds Save the Children en 1938. 

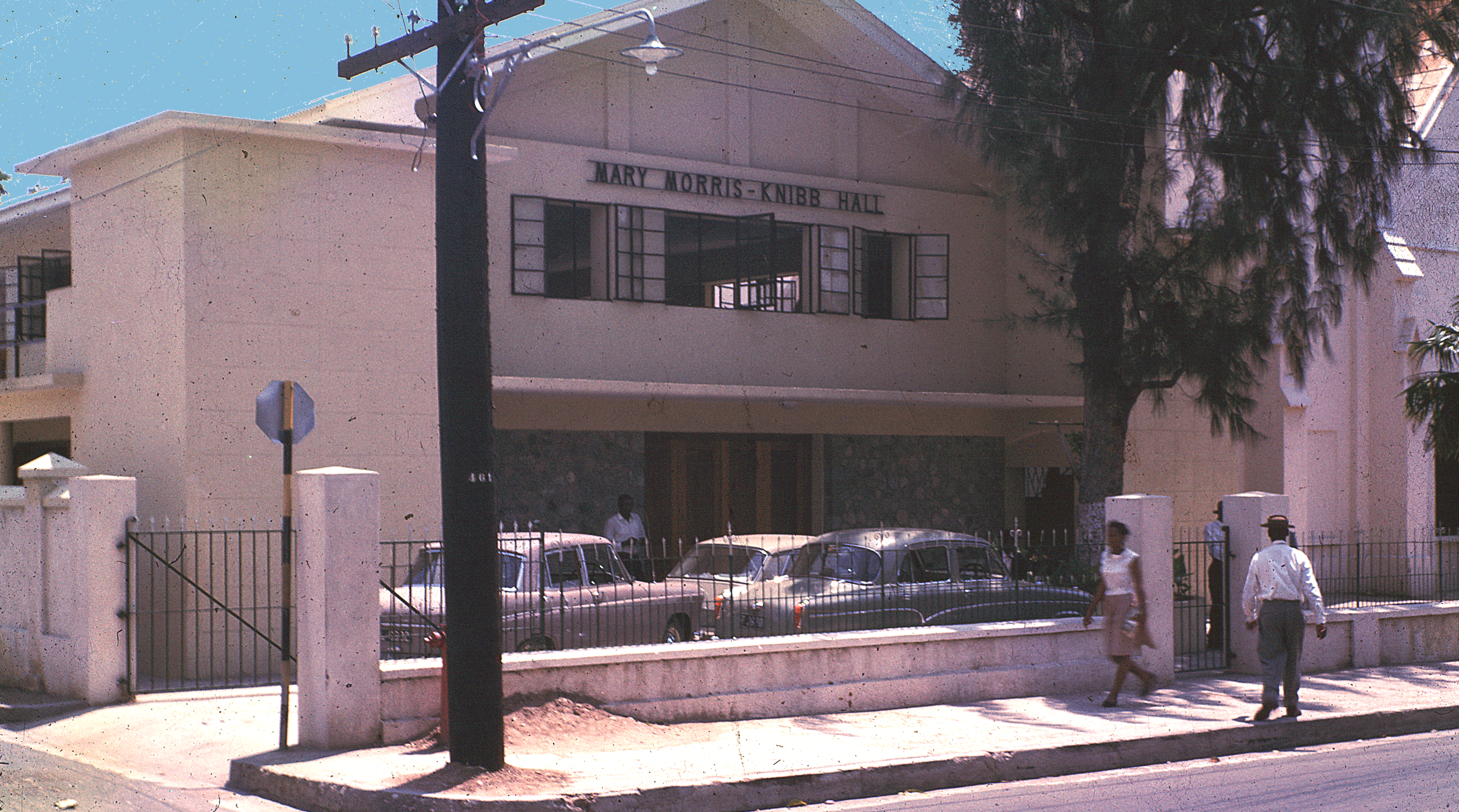
Salle Mary Morris-Knibb 1963

### Engagement politique
Morris Knibb était l'une des cheffes de file dans la lutte pour le suffrage jamaïcain et, comme il s'agissait d'une méthode utilisée depuis longtemps pour permettre aux femmes de prendre pied et de montrer qu'elles étaient prêtes à voter, elle était en faveur de la candidature des femmes aux postes locaux,. En 1939, le LC mena une campagne avec Morris Knibb comme candidate au conseil paroissial. Cette dernière remporta le siège de la paroisse de Kingston/Saint-Andrew, devenant ainsi la première femme élue à siéger au conseil municipal de la Jamaïque. Elle consacra son rôle au sein du conseil sur les sujets liés à l'éducation et à l'assistance sociale,. Elle préconisait la création de programmes parascolaires, de cours du soir et d'éducation professionnelle, en utilisant les bâtiments scolaires et gouvernementaux. En outre, elle fit don à l'Association des citoyens du Bas-Saint-Andrews d'une propriété située au 15 rue Byrnes  pour faciliter la création d'un centre communautaire et participa activement à des programmes de soins pour les pauvres et les personnes âgées,.
Lorsque le droit de vote universel fut accordé aux Jamaïcains en 1944, Morris Knibb a immédiatement ouvert une campagne pour se présenter aux élections législatives, devenant ainsi la première femme à se présenter à une élection générale en Jamaïque. Bien qu'elle n'ait pas gagné, elle n'a pas été intimidée, devenant l'une des premières femmes à prêter serment comme juge de paix en 1945 et continuant à siéger comme conseillère jusqu'au début des années 1950. En 1953, elle reçut l'ordre de l'Empire britannique pour ses années de service social. Tout au long des années 1950, elle poursuivit son travail auprès de l'Église morave et occupa plusieurs postes de vice-présidente de la commission scolaire.

## Son héritage
Morris Knibb est décédé le 21 septembre 1964 à Woodford Park, dans la paroisse de Saint Andrew.
Des générations d'élèves ont été formés à l'école préparatoire Morris Knibb, dont de nombreux Jamaïcains de renom. En 1984, l'école a été déplacée de son emplacement d'origine, près de l'église morave, à Molynes Road dans la paroisse St-Andrew.
En 2004, dans le cadre du 250e anniversaire de l'Église morave, l'Église a demandé à la Postal Corporation of Jamaica d'émettre des timbres commémoratifs à l'intention d'importants dirigeants de leur organisation. Morris Knibb a été l'un des trois récipiendaires de la série de timbres commémoratifs.